# Борзяк Петро Григорович
Петро́ Григо́рович Борзя́к  (нар. 3 вересня 1903, Пищики, Полтавщина — пом. 15 серпня 2000) — український фізик. Доктор фізико-математичних наук, член-кореспондент АН УРСР.

## Біографія
Народився в селі Пищики на Полтавщині, нині там Кременчуцьке водосховище, утворене 1959 року, село затоплене.
1929 закінчив Київський інститут народної освіти. З 1929 працював в Інституті фізики АН УРСР (Київ).
Автор комплексних досліджень фізичної природи різних фотокатодів. В 1951 відкрив екситонне поглинання світла напівпровідниковими стибій-цезійовими та олов'яно-цезійовими плівками і пов'язану з цим фотоелектронну емісію.
В 1963 П. Г. Борзяк, О. Г. Сарбей і Р. Д. Федорович відкрили холодну емісію електронів під час пропускання струму крізь тонку металічну плівку острівцевої структури (диплом на відкриття № 31, перший в Україні).